# Phillips County (Colorado)
Phillips County is een county in de Amerikaanse staat Colorado.
De county heeft een landoppervlakte van 1.781 km² en telt 4.480 inwoners (volkstelling 2000). De hoofdplaats is Holyoke.